# 柏木邦良
柏木 邦良（かしわぎ くによし、1936年 - ）は、日本の法学者・弁護士（長野弁護士会所属）。専門は民事訴訟法。学位は、法学博士（北海道大学・論文博士・1974年）。北海学園大学助教授（1970年から2年間）・大東文化大学教授（2004年から2年間）を歴任。小山昇門下。

## 人物
東京都出身。専門分野は民事訴訟法であり、北海道大学で小山昇、エアランゲン大学でカール・ハインツ・シュヴァープにそれぞれ師事する。 判事補、弁護士としての実務経験を踏まえつつ、法実証主義を積極的に実践する立場から、従来の学説判例に対して批判を加え、既判力制度を中心とする新しい民事訴訟法体系を提唱し、多種多様な問題につき今後判例が進むべき方向を提示した。
ドイツ語、英語などに堪能で、欧米各国の会社法制にも造詣が深い。
北海学園大学で1970年から2年間だけ法学部助教授をしており、法科大学院制度が始まると、2004年から2年間だけ大東文化大学大学院法務研究科教授をしていた。

## 学歴
- 1961年 - 法学修士（北海道大学）
- 1974年 - 法学博士（北海道大学）（学位論文「訴訟要件紛争の法理と特質」）

## 学説
- 利益考慮説
  - 民事訴訟法第55条第2項（訴訟代理権の範囲）によって特別委任事項を受けた訴訟代理人は、訴訟物以外の法律関係について、どの範囲まで和解権限を持っているかにつき、柏木は、「和解権限の範囲に含ませることの社会的必要性、現実的便宜性、それが当事者本人に与える利益・不利益を考慮して、和解権限を決定すればよい」とする1人説を唱えている[1]。

## 主著
- 『条解・ドイツ有限会社法』（絶版）
- 『民事訴訟法への視点』
- 『欧米亜普通会社法第I巻』
- 『訴訟要件の研究』
- 『欧米亜普通会社法第II巻』
- 『ドイツ民事法学の研究』
- 『欧米亜普通会社法第III巻』
- 『民事訴訟法論纂』
- 『欧米亜普通会社法第IV巻』
- 『既判力の客観的範囲の研究』
- 『欧米亜普通会社法第V巻』
- 『新版・条解ドイツ有限会社法』
- 『既判力の研究II』
- 『既判力の研究III』
- 『既判力の研究IV』
- 『既判力の研究V』
- 『民事訴訟法要説』（リンパック有限会社、2005年）
- 『判例民訴考Ⅰ』（リンパック有限会社、2009年）
- 『判例民訴考Ⅱ』（リンパック有限会社、2010年）
- 『判例民訴考Ⅲ』（リンパック有限会社、2012年）